# Mi forma de sentir (canción)
«Mi forma de sentir» es una canción de La Revolución de Emiliano Zapata y escrita por el líder de la banda, Javier Martín del Campo, de su álbum de 1979 del mismo nombre.

## Versiones
En 1994, el cantante mexicano Pedro Fernández hizo una versión de la canción en su álbum de 1994 del mismo nombre. Su versión alcanzó el puesto número 6 en la lista Hot Latin Songs y el número 10 en la lista Regional Mexican Airplay. Un año después, el salsero puertorriqueño Giro también hizo una versión de "Mi forma de sentir" en su álbum Loco Corazón (1995). La versión de Giro alcanzó el número 1 en la lista Tropical Airplay, donde pasó dos semanas en el lugar.  En las listas de fin de año de 1996, ocupó el puesto 14 en las listas de Tropical Airplay.

### Lista semanal
| Listas (1994)                             | Máxima posición |
| ----------------------------------------- | --------------- |
| Estados Unidos (Hot Latin Songs)          | 6               |
| Estados Unidos (Regional Mexican Airplay) | 10              |

### Lista de fin de año
| Lista (1995)                   | Posición |
| ------------------------------ | -------- |
| US Hot Latin Songs (Billboard) | 8        |